# Bertrand de Chanac
Bertrand de Chanac (Allassac, 1320/1330 – Avignone, 21 maggio 1401) è stato uno pseudocardinale francese, creato dall'antipapa Clemente VII.

## Biografia
Nacque ad Allassac tra il 1320 ed il 1330.
L'antipapa Clemente VII lo elevò al rango di (pseudo) cardinale nel concistoro del 12 luglio 1385.
Morì il 21 maggio 1401 ad Avignone.